# Holotrichia amamiana
Holotrichia amamiana är en skalbaggsart som beskrevs av Shuhei Nomura 1964. Holotrichia amamiana ingår i släktet Holotrichia och familjen Melolonthidae. Inga underarter finns listade i Catalogue of Life.